# Marruecos en la Copa Mundial de Fútbol de 2022
La selección de Marruecos fue uno de los treinta y dos equipos participantes en la Copa Mundial de Fútbol de 2022, torneo que se llevó a cabo entre el 20 de noviembre hasta el 18 de diciembre en Catar.
Fue la sexta participación de Marruecos, formó parte del Grupo F junto a Bélgica, Croacia y Canadá. En la fase final derrotó a España en los octavos de final a través de los tiros desde el punto penal, a Portugal en cuartos de final, en las semifinales cayó ante Francia y en el partido por el tercer puesto perdió ante Croacia y finalizó en el cuarto lugar del torneo, siendo esta la mejor participación de Marruecos hasta esta edición en la historia de los mundiales.

## Clasificación
La selección de Marruecos inició su camino al mundial desde la segunda ronda de la clasificación africana. Debido a la pandemia de covid-19  no se disputó ningún partido en 2020. El proceso clasificatorio se reanudó en septiembre de 2021 con los seis encuentros correspondientes a la segunda fase.

### Tabla de posiciones

#### Segunda ronda
| Selección    | Pts. | PJ | PG | PE | PP | GF | GC | Dif |
| ------------ | ---- | -- | -- | -- | -- | -- | -- | --- |
| Marruecos    | 18   | 6  | 6  | 0  | 0  | 20 | 1  | 19  |
| Guinea-Bisáu | 6    | 6  | 1  | 3  | 2  | 5  | 11 | –6  |
| Guinea       | 4    | 6  | 0  | 4  | 2  | 5  | 11 | –6  |
| Sudán        | 3    | 6  | 0  | 3  | 3  | 5  | 12 | –7  |

|  | Clasificado a la tercera ronda. |

### Partidos
| Fecha                   | Lugar      | Jornada                 | Local           | Resultado | Visitante       |
| ----------------------- | ---------- | ----------------------- | --------------- | --------- | --------------- |
| 2 de septiembre de 2021 | Rabat      | Segunda ronda - Fecha 1 | Marruecos       | 2:0 (1:0) | Sudán           |
| 12 de octubre de 2021   | Agadir     | Segunda ronda - Fecha 2 | Guinea          | 1:4 (1:2) | Marruecos       |
| 6 de octubre de 2021    | Rabat      | Segunda ronda - Fecha 3 | Marruecos       | 5:0 (2:0) | Guinea-Bisáu    |
| 9 de octubre de 2021    | Casablanca | Segunda ronda - Fecha 4 | Guinea-Bisáu    | 0:3 (0:2) | Marruecos       |
| 12 de noviembre de 2021 | Rabat      | Segunda ronda - Fecha 5 | Sudán           | 0:3 (0:1) | Marruecos       |
| 16 de noviembre de 2021 | Casablanca | Segunda ronda - Fecha 6 | Marruecos       | 3:0 (2:0) | Guinea          |
| 25 de marzo de 2022     | Kinsasa    | Tercera ronda - Ida     | R. D. del Congo | 1:1 (1:0) | Marruecos       |
| 29 de marzo de 2022     | Casablanca | Tercera ronda - Vuelta  | Marruecos       | 4:1 (2:0) | R. D. del Congo |

## Preparación

### Amistosos previos
| 1 de junio de 2022 | Estados Unidos                                | 3:0 (2:0) | Marruecos | TQL Stadium, Cincinnati                                    |                                                            |
| 19:30 (UTC-4)      | - Aaronson 26' - Weah 32' - Wright 64' (pen.) | Reporte   |           | Asistencia: 24 002 espectadores Árbitro(s): Ismael Cornejo | Asistencia: 24 002 espectadores Árbitro(s): Ismael Cornejo |

| 23 de septiembre de 2022 | Marruecos                        | 2:0 (0:0) | Chile | RCDE Stadium, Cornellá-El Prat |                          |
| 21:00 (UTC+2)            | - Boufal 66' (pen.) - Sabiri 78' | Reporte   |       | Árbitro(s): Martin Dohál       | Árbitro(s): Martin Dohál |

| 27 de septiembre de 2022 | Marruecos | 0:0     | Paraguay | Estadio Benito Villamarín, Sevilla |                         |
| 21:00 (UTC+2)            |           | Reporte |          | Árbitro(s): Gil Manzano            | Árbitro(s): Gil Manzano |

| 17 de noviembre de 2022 | Marruecos                                       | 3:0 (2:0) | Georgia | Estadio Sharjah, Sharjah  |                           |
| 20:00 (UTC+4)           | - En-Nesyri 5' - Ziyech 29' - Boufal 72' (pen.) | Reporte   |         | Árbitro(s): Adel Al Naqbi | Árbitro(s): Adel Al Naqbi |

### Partidos oficiales
| 9 de junio de 2022 | Marruecos                      | 2:1 (0:1) | Sudáfrica | Estadio Moulay Abdellah, Rabat |                         |
| 20:00 (UTC+1)      | - En-Nesyri 51' - El Kaabi 88' | Reporte   | Foster 8' | Árbitro(s): Sadok Selmi        | Árbitro(s): Sadok Selmi |

| 13 de junio de 2022 | Liberia | 0:2 (0:0) | Marruecos                         | Estadio Mohammed V, Casablanca, Marruecos |                            |
| 20:00 (UTC+1)       |         | Reporte   | - Fajr 56' (pen.) - En-Nesyri 57' | Árbitro(s): Mohamed Moussa                | Árbitro(s): Mohamed Moussa |

## Plantel

### Lista de convocados
Entrenador:  Walid Regragui
La lista final fue anunciada el 10 de noviembre de 2022. El 13 de noviembre de 2022 se anunció la salida de Amine Harit por lesión, siendo reemplazado por Anass Zaroury.
| No. | Pos. | Jugador              | Fecha de nacimiento (edad)         | Apa. | Goles | Club                      |
| --- | ---- | -------------------- | ---------------------------------- | ---- | ----- | ------------------------- |
| 1   | POR  | Yassine Bounou       | 5 de abril de 1991 (31 años)       | 46   | 0     | Sevilla F. C.             |
| 2   | DEF  | Achraf Hakimi        | 4 de noviembre de 1998 (24 años)   | 54   | 8     | París Saint-Germain F. C. |
| 3   | DEF  | Noussair Mazraoui    | 14 de noviembre de 1997 (25 años)  | 15   | 2     | F. C. Bayern Múnich       |
| 4   | MED  | Sofyan Amrabat       | 21 de agosto de 1996 (26 años)     | 39   | 0     | A. C. F. Fiorentina       |
| 5   | DEF  | Nayef Aguerd         | 30 de marzo de 1996 (26 años)      | 22   | 1     | West Ham United F. C.     |
| 6   | DEF  | Romain Saïss         | 26 de marzo de 1990 (32 años)      | 66   | 1     | Beşiktaş J. K.            |
| 7   | DEL  | Hakim Ziyech         | 19 de marzo de 1993 (29 años)      | 43   | 18    | Chelsea F. C.             |
| 8   | MED  | Azzedine Ounahi      | 19 de abril de 2000 (22 años)      | 10   | 2     | Angers S. C. O.           |
| 9   | DEL  | Abderrazak Hamdallah | 17 de diciembre de 1990 (31 años)  | 18   | 6     | Al-Ittihad Jeddah         |
| 10  | MED  | Anass Zaroury        | 7 de noviembre de 2000 (22 años)   | 1    | 0     | Burnley F. C.             |
| 11  | DEL  | Abdelhamid Sabiri    | 29 de noviembre de 1996 (25 años)  | 2    | 1     | U. C. Sampdoria           |
| 12  | POR  | Munir Mohamedi       | 10 de mayo de 1989 (33 años)       | 43   | 0     | Al-Wehda Club             |
| 13  | MED  | Ilias Chair          | 30 de octubre de 1997 (25 años)    | 11   | 1     | Queens Park Rangers F. C. |
| 14  | MED  | Zakaria Aboukhlal    | 18 de febrero de 2000 (22 años)    | 12   | 2     | Toulouse F. C.            |
| 15  | MED  | Selim Amallah        | 15 de noviembre de 1996 (26 años)  | 24   | 4     | Standard de Lieja         |
| 16  | DEL  | Abde Ezzalzouli      | 17 de diciembre de 2001 (20 años)  | 2    | 0     | C. A. Osasuna             |
| 17  | MED  | Sofiane Boufal       | 17 de septiembre de 1993 (29 años) | 32   | 6     | Angers S. C. O.           |
| 18  | DEF  | Jawad El Yamiq       | 29 de febrero de 1992 (30 años)    | 12   | 2     | Real Valladolid C. F.     |
| 19  | DEL  | Youssef En-Nesyri    | 1 de junio de 1997 (25 años)       | 50   | 15    | Sevilla F. C.             |
| 20  | DEF  | Achraf Dari          | 6 de mayo de 1999 (23 años)        | 4    | 0     | Stade Brestois 29         |
| 21  | DEL  | Walid Cheddira       | 22 de enero de 1998 (24 años)      | 2    | 0     | S. S. C. Bari             |
| 22  | POR  | Ahmed Reda Tagnaouti | 5 de abril de 1996 (26 años)       | 3    | 0     | Wydad Casablanca          |
| 23  | MED  | Bilal El Khannous    | 10 de mayo de 2004 (18 años)       | 0    | 0     | K. R. C. Genk             |
| 24  | DEF  | Badr Banoun          | 30 de septiembre de 1993 (29 años) | 3    | 0     | Qatar S. C.               |
| 25  | DEF  | Yahia Attiyat Allah  | 2 de marzo de 1995 (27 años)       | 2    | 0     | Wydad Casablanca          |
| 26  | MED  | Yahya Jabrane        | 2 de julio de 1991 (31 años)       | 5    | 0     | Wydad Casablanca          |

## Participación
- Los horarios son correspondientes a la hora local de Catar (UTC+3).

### Partidos
| Fecha           | Lugar | Instancia                    | Local     |                      | Resultado    |                      | Visitante |
| --------------- | ----- | ---------------------------- | --------- | -------------------- | ------------ | -------------------- | --------- |
| 23 de noviembre | Jor   | Fase de grupos               | Marruecos | Bandera de Marruecos | 0:0          | Bandera de Croacia   | Croacia   |
| 27 de noviembre | Doha  | Fase de grupos               | Bélgica   | Bandera de Bélgica   | 0:2 (0:0)    | Bandera de Marruecos | Marruecos |
| 1 de diciembre  | Doha  | Fase de grupos               | Canadá    | Bandera de Canadá    | 1:2 (1:2)    | Bandera de Marruecos | Marruecos |
| 6 de diciembre  | Rayán | Octavos de final             | Marruecos | Bandera de Marruecos | 0:0 (3:0 p.) | Bandera de España    | España    |
| 10 de diciembre | Doha  | Cuartos de final             | Marruecos | Bandera de Marruecos | 1:0 (1:0)    | Bandera de Portugal  | Portugal  |
| 14 de diciembre | Jor   | Semifinales                  | Francia   | Bandera de Francia   | 2:0 (1:0)    | Bandera de Marruecos | Marruecos |
| 17 de diciembre | Rayán | Partido por el tercer puesto | Croacia   | Bandera de Croacia   | 2:1 (2:1)    | Bandera de Marruecos | Marruecos |

### Fase de grupos - Grupo F
| Selección | Pts | PJ | PG | PE | PP | GF | GC | Dif |
| --------- | --- | -- | -- | -- | -- | -- | -- | --- |
| Marruecos | 7   | 3  | 2  | 1  | 0  | 4  | 1  | +3  |
| Croacia   | 5   | 3  | 1  | 2  | 0  | 4  | 1  | +3  |
| Bélgica   | 4   | 3  | 1  | 1  | 1  | 1  | 2  | –1  |
| Canadá    | 0   | 3  | 0  | 0  | 3  | 2  | 7  | –5  |

|  | Clasificados a los octavos de final. |

#### Marruecos vs. Croacia
| 23 de noviembre | Marruecos | 0:0     | Croacia | Estadio Al Bayt, Jor                                                               |                                                                                    |
| 13:00           |           | Reporte |         | Asistencia: 59 407 espectadores Árbitro(s): Fernando Rapallini VAR: Julio Bascuñán | Asistencia: 59 407 espectadores Árbitro(s): Fernando Rapallini VAR: Julio Bascuñán |

| 1          | Guardameta     | Yassine Bounou    |     |
| 2          | Defensa        | Achraf Hakimi     |     |
| 5          | Defensa        | Nayef Aguerd      |     |
| 6          | Defensa        | Romain Saïss      |     |
| 3          | Defensa        | Noussair Mazraoui | 60' |
| 8          | Centrocampista | Azzedine Ounahi   | 82' |
| 4          | Centrocampista | Sofyan Amrabat    |     |
| 15         | Centrocampista | Selim Amallah     |     |
| 7          | Delantero      | Hakim Ziyech      |     |
| 19         | Delantero      | Youssef En-Nesyri | 81' |
| 17         | Delantero      | Sofiane Boufal    | 65' |
| Entrenador | Entrenador     | Walid Regragui    |     |

| 1          | Guardameta     | Dominik Livaković |     |
| 22         | Defensa        | Josip Juranović   |     |
| 6          | Defensa        | Dejan Lovren      |     |
| 20         | Defensa        | Joško Gvardiol    |     |
| 19         | Defensa        | Borna Sosa        |     |
| 10         | Centrocampista | Luka Modrić       |     |
| 11         | Centrocampista | Marcelo Brozović  |     |
| 8          | Centrocampista | Mateo Kovačić     | 79' |
| 13         | Delantero      | Nikola Vlašić     | 46' |
| 9          | Delantero      | Andrej Kramarić   | 71' |
| 4          | Delantero      | Ivan Perišić      | 90' |
| Entrenador | Entrenador     | Zlatko Dalić      |     |

| 25 | Defensa   | Yahia Attiyat Allah  | 60' |
| 16 | Delantero | Abde Ezzalzouli      | 65' |
| 9  | Defensa   | Abderrazak Hamdallah | 81' |
| 11 | Delantero | Abdelhamid Sabiri    | 82' |

| 15 | Centrocampista | Mario Pašalić | 46' |
| 14 | Delantero      | Marko Livaja  | 71' |
| 7  | Centrocampista | Lovro Majer   | 79' |
| 18 | Delantero      | Mislav Oršić  | 90' |

| Amonestado | 78' | Sofyan Amrabat |

| Árbitro             | Fernando Rapallini |
| Árbitros asistentes | Juan Pablo Belatti |
| Árbitros asistentes | Diego Bonfá        |
| Cuarto árbitro      | Kevin Ortega       |
| Quinto árbitro      | Karen Díaz         |
| VAR                 | Julio Bascuñán     |
| Adicionales VAR     | Leodán González    |
| Adicionales VAR     | Nicolás Tarán      |
| Adicionales VAR     | Paolo Valeri       |
| Adicionales VAR     | Martín Soppi       |

| 1          | Guardameta     | Yassine Bounou    |     |
| 2          | Defensa        | Achraf Hakimi     |     |
| 5          | Defensa        | Nayef Aguerd      |     |
| 6          | Defensa        | Romain Saïss      |     |
| 3          | Defensa        | Noussair Mazraoui | 60' |
| 8          | Centrocampista | Azzedine Ounahi   | 82' |
| 4          | Centrocampista | Sofyan Amrabat    |     |
| 15         | Centrocampista | Selim Amallah     |     |
| 7          | Delantero      | Hakim Ziyech      |     |
| 19         | Delantero      | Youssef En-Nesyri | 81' |
| 17         | Delantero      | Sofiane Boufal    | 65' |
| Entrenador | Entrenador     | Walid Regragui    |     |

| 1          | Guardameta     | Dominik Livaković |     |
| 22         | Defensa        | Josip Juranović   |     |
| 6          | Defensa        | Dejan Lovren      |     |
| 20         | Defensa        | Joško Gvardiol    |     |
| 19         | Defensa        | Borna Sosa        |     |
| 10         | Centrocampista | Luka Modrić       |     |
| 11         | Centrocampista | Marcelo Brozović  |     |
| 8          | Centrocampista | Mateo Kovačić     | 79' |
| 13         | Delantero      | Nikola Vlašić     | 46' |
| 9          | Delantero      | Andrej Kramarić   | 71' |
| 4          | Delantero      | Ivan Perišić      | 90' |
| Entrenador | Entrenador     | Zlatko Dalić      |     |

| 25 | Defensa   | Yahia Attiyat Allah  | 60' |
| 16 | Delantero | Abde Ezzalzouli      | 65' |
| 9  | Defensa   | Abderrazak Hamdallah | 81' |
| 11 | Delantero | Abdelhamid Sabiri    | 82' |

| 15 | Centrocampista | Mario Pašalić | 46' |
| 14 | Delantero      | Marko Livaja  | 71' |
| 7  | Centrocampista | Lovro Majer   | 79' |
| 18 | Delantero      | Mislav Oršić  | 90' |

| Amonestado | 78' | Sofyan Amrabat |

| Árbitro             | Fernando Rapallini |
| Árbitros asistentes | Juan Pablo Belatti |
| Árbitros asistentes | Diego Bonfá        |
| Cuarto árbitro      | Kevin Ortega       |
| Quinto árbitro      | Karen Díaz         |
| VAR                 | Julio Bascuñán     |
| Adicionales VAR     | Leodán González    |
| Adicionales VAR     | Nicolás Tarán      |
| Adicionales VAR     | Paolo Valeri       |
| Adicionales VAR     | Martín Soppi       |

| \| Estadísticas \| \| \| \| Tiros \| 8 \| 5 \| \| Tiros a puerta \| 2 \| 2 \| \| Faltas \| 16 \| 11 \| \| Saques de esquina \| 0 \| 5 \| \| Penaltis \| 0 \| 0 \| \| Fueras de juego \| 0 \| 1 \| \| Posesión de balón \| 35% \| 65% \| | Alineación inicial   |                    |
| Estadísticas | Bandera de Marruecos | Bandera de Croacia |
| Tiros | 8                    | 5                  |
| Tiros a puerta | 2                    | 2                  |
| Faltas | 16                   | 11                 |
| Saques de esquina | 0                    | 5                  |
| Penaltis | 0                    | 0                  |
| Fueras de juego | 0                    | 1                  |
| Posesión de balón | 35%                  | 65%                |

#### Bélgica vs. Marruecos
| 27 de noviembre | Bélgica | 0:2 (0:0) | Marruecos                     | Estadio Al Thumama, Doha                                                       |                                                                                |
| 16:00           |         | Reporte   | - Saïss 73' - Aboukhlal 90+2' | Asistencia: 43 738 espectadores Árbitro(s): César Ramos VAR: Fernando Guerrero | Asistencia: 43 738 espectadores Árbitro(s): César Ramos VAR: Fernando Guerrero |

| 1          | Guardameta     | Thibaut Courtois  |     |
| 15         | Defensa        | Thomas Meunier    | 81' |
| 2          | Defensa        | Toby Alderweireld |     |
| 5          | Defensa        | Jan Vertonghen    |     |
| 21         | Centrocampista | Timothy Castagne  |     |
| 18         | Centrocampista | Amadou Onana      | 60' |
| 6          | Centrocampista | Axel Witsel       |     |
| 16         | Centrocampista | Thorgan Hazard    | 74' |
| 7          | Delantero      | Kevin De Bruyne   |     |
| 23         | Delantero      | Michy Batshuayi   | 75' |
| 10         | Delantero      | Eden Hazard       | 61' |
| Entrenador | Entrenador     | Roberto Martínez  |     |

| 12         | Guardameta     | Munir Mohamedi    |     |
| 2          | Defensa        | Achraf Hakimi     | 68' |
| 5          | Defensa        | Nayef Aguerd      |     |
| 6          | Defensa        | Romain Saïss      |     |
| 3          | Defensa        | Noussair Mazraoui |     |
| 8          | Centrocampista | Azzedine Ounahi   | 78' |
| 4          | Centrocampista | Sofyan Amrabat    |     |
| 15         | Centrocampista | Selim Amallah     | 68' |
| 7          | Delantero      | Hakim Ziyech      |     |
| 19         | Delantero      | Youssef En-Nesyri | 73' |
| 17         | Delantero      | Sofiane Boufal    | 73' |
| Entrenador | Entrenador     | Walid Regragui    |     |

| 8  | Centrocampista | Youri Tielemans      | 60' |
| 14 | Delantero      | Dries Mertens        | 61' |
| 17 | Delantero      | Leandro Trossard     | 74' |
| 22 | Delantero      | Charles De Ketelaere | 75' |
| 9  | Delantero      | Romelu Lukaku        | 81' |

| 25 | Defensa        | Yahia Attiyat Allah  | 68' |
| 11 | Delantero      | Abdelhamid Sabiri    | 68' |
| 14 | Centrocampista | Zakaria Aboukhlal    | 73' |
| 9  | Delantero      | Abderrazak Hamdallah | 73' |
| 18 | Defensa        | Jawad El Yamiq       | 78' |

| Anotado | 73'   | Romain Saïss      | 0–1 |
| Anotado | 90+2' | Zakaria Aboukhlal | 0–2 |

| Amonestado | 29' | Amadou Onana |

| Amonestado | 90+5' | Abdelhamid Sabiri |

| Árbitro             | César Ramos        |
| Árbitros asistentes | Alberto Morín      |
| Árbitros asistentes | Miguel Hernández   |
| Cuarto árbitro      | Yoshimi Yamashita  |
| Quinto árbitro      | Neuza Back         |
| VAR                 | Fernando Guerrero  |
| Adicionales VAR     | Nicolás Gallo      |
| Adicionales VAR     | Kathryn Nesbitt    |
| Adicionales VAR     | Armando Villarreal |
| Adicionales VAR     | Kyle Atkins        |

| 1          | Guardameta     | Thibaut Courtois  |     |
| 15         | Defensa        | Thomas Meunier    | 81' |
| 2          | Defensa        | Toby Alderweireld |     |
| 5          | Defensa        | Jan Vertonghen    |     |
| 21         | Centrocampista | Timothy Castagne  |     |
| 18         | Centrocampista | Amadou Onana      | 60' |
| 6          | Centrocampista | Axel Witsel       |     |
| 16         | Centrocampista | Thorgan Hazard    | 74' |
| 7          | Delantero      | Kevin De Bruyne   |     |
| 23         | Delantero      | Michy Batshuayi   | 75' |
| 10         | Delantero      | Eden Hazard       | 61' |
| Entrenador | Entrenador     | Roberto Martínez  |     |

| 12         | Guardameta     | Munir Mohamedi    |     |
| 2          | Defensa        | Achraf Hakimi     | 68' |
| 5          | Defensa        | Nayef Aguerd      |     |
| 6          | Defensa        | Romain Saïss      |     |
| 3          | Defensa        | Noussair Mazraoui |     |
| 8          | Centrocampista | Azzedine Ounahi   | 78' |
| 4          | Centrocampista | Sofyan Amrabat    |     |
| 15         | Centrocampista | Selim Amallah     | 68' |
| 7          | Delantero      | Hakim Ziyech      |     |
| 19         | Delantero      | Youssef En-Nesyri | 73' |
| 17         | Delantero      | Sofiane Boufal    | 73' |
| Entrenador | Entrenador     | Walid Regragui    |     |

| 8  | Centrocampista | Youri Tielemans      | 60' |
| 14 | Delantero      | Dries Mertens        | 61' |
| 17 | Delantero      | Leandro Trossard     | 74' |
| 22 | Delantero      | Charles De Ketelaere | 75' |
| 9  | Delantero      | Romelu Lukaku        | 81' |

| 25 | Defensa        | Yahia Attiyat Allah  | 68' |
| 11 | Delantero      | Abdelhamid Sabiri    | 68' |
| 14 | Centrocampista | Zakaria Aboukhlal    | 73' |
| 9  | Delantero      | Abderrazak Hamdallah | 73' |
| 18 | Defensa        | Jawad El Yamiq       | 78' |

| Anotado | 73'   | Romain Saïss      | 0–1 |
| Anotado | 90+2' | Zakaria Aboukhlal | 0–2 |

| Amonestado | 29' | Amadou Onana |

| Amonestado | 90+5' | Abdelhamid Sabiri |

| Árbitro             | César Ramos        |
| Árbitros asistentes | Alberto Morín      |
| Árbitros asistentes | Miguel Hernández   |
| Cuarto árbitro      | Yoshimi Yamashita  |
| Quinto árbitro      | Neuza Back         |
| VAR                 | Fernando Guerrero  |
| Adicionales VAR     | Nicolás Gallo      |
| Adicionales VAR     | Kathryn Nesbitt    |
| Adicionales VAR     | Armando Villarreal |
| Adicionales VAR     | Kyle Atkins        |

| \| Estadísticas \| \| \| \| Tiros \| 10 \| 10 \| \| Tiros a puerta \| 3 \| 4 \| \| Faltas \| 10 \| 14 \| \| Saques de esquina \| 9 \| 1 \| \| Penaltis \| 0 \| 0 \| \| Fueras de juego \| 3 \| 3 \| \| Posesión de balón \| 67% \| 33% \| | Alineación inicial |                      |
| Estadísticas | Bandera de Bélgica | Bandera de Marruecos |
| Tiros | 10                 | 10                   |
| Tiros a puerta | 3                  | 4                    |
| Faltas | 10                 | 14                   |
| Saques de esquina | 9                  | 1                    |
| Penaltis | 0                  | 0                    |
| Fueras de juego | 3                  | 3                    |
| Posesión de balón | 67%                | 33%                  |

#### Canadá vs. Marruecos
| 1 de diciembre | Canadá            | 1:2 (1:2) | Marruecos                   | Estadio Al Thumama, Doha                                                      |                                                                               |
| 18:00          | Aguerd 40' (a.g.) | Reporte   | - Ziyech 4' - En-Nesyri 23' | Asistencia: 43 102 espectadores Árbitro(s): Raphael Claus VAR: Julio Bascuñán | Asistencia: 43 102 espectadores Árbitro(s): Raphael Claus VAR: Julio Bascuñán |

| 18         | Guardameta     | Milan Borjan      |     |
| 2          | Defensa        | Alistair Johnston |     |
| 5          | Defensa        | Steven Vitória    |     |
| 4          | Defensa        | Kamal Miller      |     |
| 3          | Centrocampista | Sam Adekugbe      | 61' |
| 21         | Centrocampista | Jonathan Osorio   | 66' |
| 14         | Centrocampista | Mark-Anthony Kaye | 60' |
| 19         | Centrocampista | Alphonso Davies   |     |
| 11         | Delantero      | Tajon Buchanan    |     |
| 17         | Delantero      | Cyle Larin        | 60' |
| 10         | Delantero      | Junior Hoilett    | 76' |
| Entrenador | Entrenador     | John Herdman      |     |

| 1          | Guardameta     | Yassine Bounou    |     |
| 2          | Defensa        | Achraf Hakimi     | 85' |
| 5          | Defensa        | Nayef Aguerd      |     |
| 6          | Defensa        | Romain Saïss      |     |
| 3          | Defensa        | Noussair Mazraoui |     |
| 8          | Centrocampista | Azzedine Ounahi   | 77' |
| 4          | Centrocampista | Sofyan Amrabat    |     |
| 11         | Centrocampista | Abdelhamid Sabiri | 65' |
| 7          | Delantero      | Hakim Ziyech      | 76' |
| 19         | Delantero      | Youssef En-Nesyri |     |
| 17         | Delantero      | Sofiane Boufal    | 65' |
| Entrenador | Entrenador     | Walid Regragui    |     |

| 13 | Centrocampista | Atiba Hutchinson  | 60' |
| 20 | Delantero      | Jonathan David    | 60' |
| 15 | Centrocampista | Ismaël Koné       | 61' |
| 22 | Defensa        | Richie Laryea     | 66' |
| 24 | Centrocampista | David Wotherspoon | 76' |

| 14 | Centrocampista | Zakaria Aboukhlal    | 65' |
| 15 | Centrocampista | Selim Amallah        | 65' |
| 9  | Delantero      | Abderrazak Hamdallah | 76' |
| 18 | Defensa        | Jawad El Yamiq       | 77' |
| 26 | Centrocampista | Yahya Jabrane        | 85' |

| Anotado · Autogol | 40' | Nayef Aguerd | 1–2 |

| Anotado | 4'  | Hakim Ziyech      | 0–1 |
| Anotado | 23' | Youssef En-Nesyri | 0–2 |

| Amonestado | 7'    | Junior Hoilett  |
| Amonestado | 27'   | Jonathan Osorio |
| Amonestado | 45+2' | Sam Adekugbe    |
| Amonestado | 84'   | Steven Vitória  |

| Árbitro             | Raphael Claus                  |
| Árbitros asistentes | Rodrigo Figueiredo             |
| Árbitros asistentes | Danilo Simon                   |
| Cuarto árbitro      | Yoshimi Yamashita              |
| Quinto árbitro      | Michael Orué                   |
| VAR                 | Julio Bascuñán                 |
| Adicionales VAR     | Juan Martínez Munuera          |
| Adicionales VAR     | Roberto Díaz Pérez del Palomar |
| Adicionales VAR     | Leodán González                |
| Adicionales VAR     | Pau Cebrián Devís              |

| 18         | Guardameta     | Milan Borjan      |     |
| 2          | Defensa        | Alistair Johnston |     |
| 5          | Defensa        | Steven Vitória    |     |
| 4          | Defensa        | Kamal Miller      |     |
| 3          | Centrocampista | Sam Adekugbe      | 61' |
| 21         | Centrocampista | Jonathan Osorio   | 66' |
| 14         | Centrocampista | Mark-Anthony Kaye | 60' |
| 19         | Centrocampista | Alphonso Davies   |     |
| 11         | Delantero      | Tajon Buchanan    |     |
| 17         | Delantero      | Cyle Larin        | 60' |
| 10         | Delantero      | Junior Hoilett    | 76' |
| Entrenador | Entrenador     | John Herdman      |     |

| 1          | Guardameta     | Yassine Bounou    |     |
| 2          | Defensa        | Achraf Hakimi     | 85' |
| 5          | Defensa        | Nayef Aguerd      |     |
| 6          | Defensa        | Romain Saïss      |     |
| 3          | Defensa        | Noussair Mazraoui |     |
| 8          | Centrocampista | Azzedine Ounahi   | 77' |
| 4          | Centrocampista | Sofyan Amrabat    |     |
| 11         | Centrocampista | Abdelhamid Sabiri | 65' |
| 7          | Delantero      | Hakim Ziyech      | 76' |
| 19         | Delantero      | Youssef En-Nesyri |     |
| 17         | Delantero      | Sofiane Boufal    | 65' |
| Entrenador | Entrenador     | Walid Regragui    |     |

| 13 | Centrocampista | Atiba Hutchinson  | 60' |
| 20 | Delantero      | Jonathan David    | 60' |
| 15 | Centrocampista | Ismaël Koné       | 61' |
| 22 | Defensa        | Richie Laryea     | 66' |
| 24 | Centrocampista | David Wotherspoon | 76' |

| 14 | Centrocampista | Zakaria Aboukhlal    | 65' |
| 15 | Centrocampista | Selim Amallah        | 65' |
| 9  | Delantero      | Abderrazak Hamdallah | 76' |
| 18 | Defensa        | Jawad El Yamiq       | 77' |
| 26 | Centrocampista | Yahya Jabrane        | 85' |

| Anotado · Autogol | 40' | Nayef Aguerd | 1–2 |

| Anotado | 4'  | Hakim Ziyech      | 0–1 |
| Anotado | 23' | Youssef En-Nesyri | 0–2 |

| Amonestado | 7'    | Junior Hoilett  |
| Amonestado | 27'   | Jonathan Osorio |
| Amonestado | 45+2' | Sam Adekugbe    |
| Amonestado | 84'   | Steven Vitória  |

| Árbitro             | Raphael Claus                  |
| Árbitros asistentes | Rodrigo Figueiredo             |
| Árbitros asistentes | Danilo Simon                   |
| Cuarto árbitro      | Yoshimi Yamashita              |
| Quinto árbitro      | Michael Orué                   |
| VAR                 | Julio Bascuñán                 |
| Adicionales VAR     | Juan Martínez Munuera          |
| Adicionales VAR     | Roberto Díaz Pérez del Palomar |
| Adicionales VAR     | Leodán González                |
| Adicionales VAR     | Pau Cebrián Devís              |

| \| Estadísticas \| \| \| \| Tiros \| 5 \| 6 \| \| Tiros a puerta \| 0 \| 2 \| \| Faltas \| 14 \| 14 \| \| Saques de esquina \| 6 \| 2 \| \| Penaltis \| 0 \| 0 \| \| Fueras de juego \| 4 \| 4 \| \| Posesión de balón \| 59% \| 41% \| | Alineación inicial |                      |
| Estadísticas | Bandera de Canadá  | Bandera de Marruecos |
| Tiros | 5                  | 6                    |
| Tiros a puerta | 0                  | 2                    |
| Faltas | 14                 | 14                   |
| Saques de esquina | 6                  | 2                    |
| Penaltis | 0                  | 0                    |
| Fueras de juego | 4                  | 4                    |
| Posesión de balón | 59%                | 41%                  |

### Octavos de final

#### Marruecos vs. España
| 6 de diciembre | Marruecos                           | 0:0 (t. s.)(3:0 p.)        | España                       | Estadio Ciudad de la Educación, Rayán                                              |                                                                                    |
| 18:00          |                                     | Reporte                    |                              | Asistencia: 44 667 espectadores Árbitro(s): Fernando Rapallini VAR: Mauro Vigliano | Asistencia: 44 667 espectadores Árbitro(s): Fernando Rapallini VAR: Mauro Vigliano |
|                |                                     | Tiros desde el punto penal |                              |                                                                                    |                                                                                    |
|                | - Sabiri - Ziyech - Banoun - Hakimi |                            | - Sarabia - Soler - Busquets |                                                                                    |                                                                                    |

| 1          | Guardameta     | Yassine Bounou    |      |
| 2          | Defensa        | Achraf Hakimi     |      |
| 5          | Defensa        | Nayef Aguerd      | 84'  |
| 6          | Defensa        | Romain Saïss      |      |
| 3          | Defensa        | Noussair Mazraoui | 82'  |
| 8          | Centrocampista | Azzedine Ounahi   | 120' |
| 4          | Centrocampista | Sofyan Amrabat    |      |
| 15         | Centrocampista | Selim Amallah     | 82'  |
| 7          | Delantero      | Hakim Ziyech      |      |
| 19         | Delantero      | Youssef En-Nesyri | 82'  |
| 17         | Delantero      | Sofiane Boufal    | 66'  |
| Entrenador | Entrenador     | Walid Regragui    |      |

| 23         | Guardameta     | Unai Simón      |     |
| 6          | Defensa        | Marcos Llorente |     |
| 16         | Defensa        | Rodri Hernández |     |
| 24         | Defensa        | Aymeric Laporte |     |
| 18         | Defensa        | Jordi Alba      | 98' |
| 9          | Centrocampista | Gavi            | 63' |
| 5          | Centrocampista | Sergio Busquets |     |
| 26         | Centrocampista | Pedri           |     |
| 11         | Delantero      | Ferran Torres   | 75' |
| 10         | Delantero      | Marco Asensio   | 63' |
| 21         | Delantero      | Dani Olmo       | 98' |
| Entrenador | Entrenador     | Luis Enrique    |     |

| 16 | Delantero | Abde Ezzalzouli     | 66'  |
| 21 | Delantero | Walid Cheddira      | 82'  |
| 11 | Delantero | Abdelhamid Sabiri   | 82'  |
| 25 | Defensa   | Yahia Attiyat Allah | 82'  |
| 18 | Defensa   | Jawad El Yamiq      | 84'  |
| 24 | Defensa   | Badr Banoun         | 120' |

| 7  | Delantero      | Álvaro Morata   | 63'      |
| 19 | Centrocampista | Carlos Soler    | 63'      |
| 12 | Delantero      | Nico Williams   | 75' 118' |
| 25 | Delantero      | Ansu Fati       | 98'      |
| 14 | Defensa        | Alejandro Balde | 98'      |
| 22 | Delantero      | Pablo Sarabia   | 118'     |

| Abdelhamid Sabiri | Acierto de penal         | 1:0 |                          |                 |
|                   |                          | 1:0 | Fallo de penal (poste)   | Pablo Sarabia   |
| Hakim Ziyech      | Acierto de penal         | 2:0 |                          |                 |
|                   |                          | 2:0 | Fallo de penal (atajado) | Carlos Soler    |
| Badr Banoun       | Fallo de penal (atajado) | 2:0 |                          |                 |
|                   |                          | 2:0 | Fallo de penal (atajado) | Sergio Busquets |
| Achraf Hakimi     | Acierto de penal         | 3:0 |                          |                 |

| Amonestado | 90' | Romain Saïss |

| Amonestado | 76' | Aymeric Laporte |

| Árbitro             | Fernando Rapallini |
| Árbitros asistentes | Juan Pablo Belatti |
| Árbitros asistentes | Diego Bonfá        |
| Cuarto árbitro      | Raphael Claus      |
| Quinto árbitro      | Bruno Pires        |
| VAR                 | Mauro Vigliano     |
| Adicionales VAR     | Nicolás Gallo      |
| Adicionales VAR     | Nicolás Tarán      |
| Adicionales VAR     | Julio Bascuñán     |
| Adicionales VAR     | Bruno Boschilia    |

| 1          | Guardameta     | Yassine Bounou    |      |
| 2          | Defensa        | Achraf Hakimi     |      |
| 5          | Defensa        | Nayef Aguerd      | 84'  |
| 6          | Defensa        | Romain Saïss      |      |
| 3          | Defensa        | Noussair Mazraoui | 82'  |
| 8          | Centrocampista | Azzedine Ounahi   | 120' |
| 4          | Centrocampista | Sofyan Amrabat    |      |
| 15         | Centrocampista | Selim Amallah     | 82'  |
| 7          | Delantero      | Hakim Ziyech      |      |
| 19         | Delantero      | Youssef En-Nesyri | 82'  |
| 17         | Delantero      | Sofiane Boufal    | 66'  |
| Entrenador | Entrenador     | Walid Regragui    |      |

| 23         | Guardameta     | Unai Simón      |     |
| 6          | Defensa        | Marcos Llorente |     |
| 16         | Defensa        | Rodri Hernández |     |
| 24         | Defensa        | Aymeric Laporte |     |
| 18         | Defensa        | Jordi Alba      | 98' |
| 9          | Centrocampista | Gavi            | 63' |
| 5          | Centrocampista | Sergio Busquets |     |
| 26         | Centrocampista | Pedri           |     |
| 11         | Delantero      | Ferran Torres   | 75' |
| 10         | Delantero      | Marco Asensio   | 63' |
| 21         | Delantero      | Dani Olmo       | 98' |
| Entrenador | Entrenador     | Luis Enrique    |     |

| 16 | Delantero | Abde Ezzalzouli     | 66'  |
| 21 | Delantero | Walid Cheddira      | 82'  |
| 11 | Delantero | Abdelhamid Sabiri   | 82'  |
| 25 | Defensa   | Yahia Attiyat Allah | 82'  |
| 18 | Defensa   | Jawad El Yamiq      | 84'  |
| 24 | Defensa   | Badr Banoun         | 120' |

| 7  | Delantero      | Álvaro Morata   | 63'      |
| 19 | Centrocampista | Carlos Soler    | 63'      |
| 12 | Delantero      | Nico Williams   | 75' 118' |
| 25 | Delantero      | Ansu Fati       | 98'      |
| 14 | Defensa        | Alejandro Balde | 98'      |
| 22 | Delantero      | Pablo Sarabia   | 118'     |

| Abdelhamid Sabiri | Acierto de penal         | 1:0 |                          |                 |
|                   |                          | 1:0 | Fallo de penal (poste)   | Pablo Sarabia   |
| Hakim Ziyech      | Acierto de penal         | 2:0 |                          |                 |
|                   |                          | 2:0 | Fallo de penal (atajado) | Carlos Soler    |
| Badr Banoun       | Fallo de penal (atajado) | 2:0 |                          |                 |
|                   |                          | 2:0 | Fallo de penal (atajado) | Sergio Busquets |
| Achraf Hakimi     | Acierto de penal         | 3:0 |                          |                 |

| Amonestado | 90' | Romain Saïss |

| Amonestado | 76' | Aymeric Laporte |

| Árbitro             | Fernando Rapallini |
| Árbitros asistentes | Juan Pablo Belatti |
| Árbitros asistentes | Diego Bonfá        |
| Cuarto árbitro      | Raphael Claus      |
| Quinto árbitro      | Bruno Pires        |
| VAR                 | Mauro Vigliano     |
| Adicionales VAR     | Nicolás Gallo      |
| Adicionales VAR     | Nicolás Tarán      |
| Adicionales VAR     | Julio Bascuñán     |
| Adicionales VAR     | Bruno Boschilia    |

| \| Estadísticas \| \| \| \| Tiros \| 6 \| 13 \| \| Tiros a puerta \| 2 \| 1 \| \| Faltas \| 15 \| 14 \| \| Saques de esquina \| 0 \| 8 \| \| Penaltis \| 0 \| 0 \| \| Fueras de juego \| 5 \| 4 \| \| Posesión de balón \| 23% \| 77% \| | Alineación inicial   |                   |
| Estadísticas | Bandera de Marruecos | Bandera de España |
| Tiros | 6                    | 13                |
| Tiros a puerta | 2                    | 1                 |
| Faltas | 15                   | 14                |
| Saques de esquina | 0                    | 8                 |
| Penaltis | 0                    | 0                 |
| Fueras de juego | 5                    | 4                 |
| Posesión de balón | 23%                  | 77%               |

### Cuartos de final

#### Marruecos vs. Portugal
| 10 de diciembre | Marruecos     | 1:0 (1:0) | Portugal | Estadio Al Thumama, Doha                                                      |                                                                               |
| 18:00           | En-Nesyri 42' | Reporte   |          | Asistencia: 44 198 espectadores Árbitro(s): Facundo Tello VAR: Mauro Vigliano | Asistencia: 44 198 espectadores Árbitro(s): Facundo Tello VAR: Mauro Vigliano |

| 1          | Guardameta     | Yassine Bounou      |     |
| 2          | Defensa        | Achraf Hakimi       |     |
| 18         | Defensa        | Jawad El Yamiq      |     |
| 6          | Defensa        | Romain Saïss        | 57' |
| 25         | Defensa        | Yahia Attiyat Allah |     |
| 8          | Centrocampista | Azzedine Ounahi     |     |
| 4          | Centrocampista | Sofyan Amrabat      |     |
| 15         | Centrocampista | Selim Amallah       | 65' |
| 7          | Delantero      | Hakim Ziyech        | 82' |
| 19         | Delantero      | Youssef En-Nesyri   | 65' |
| 17         | Delantero      | Sofiane Boufal      | 82' |
| Entrenador | Entrenador     | Walid Regragui      |     |

| 22         | Guardameta     | Diogo Costa       |     |
| 2          | Defensa        | Diogo Dalot       | 79' |
| 3          | Defensa        | Pepe              |     |
| 4          | Defensa        | Rúben Dias        |     |
| 5          | Defensa        | Raphaël Guerreiro | 51' |
| 25         | Centrocampista | Otávio            | 69' |
| 18         | Centrocampista | Rúben Neves       | 51' |
| 10         | Centrocampista | Bernardo Silva    |     |
| 8          | Delantero      | Bruno Fernandes   |     |
| 26         | Delantero      | Gonçalo Ramos     | 69' |
| 11         | Delantero      | João Félix        |     |
| Entrenador | Entrenador     | Fernando Santos   |     |

| 20 | Defensa        | Achraf Dari       | 57' |
| 21 | Delantero      | Walid Cheddira    | 65' |
| 24 | Defensa        | Badr Banoun       | 65' |
| 14 | Centrocampista | Zakaria Aboukhlal | 82' |
| 26 | Centrocampista | Yahya Jabrane     | 82' |

| 20 | Defensa        | João Cancelo      | 51' |
| 7  | Delantero      | Cristiano Ronaldo | 51' |
| 15 | Delantero      | Rafael Leão       | 69' |
| 16 | Centrocampista | Vitinha           | 69' |
| 21 | Delantero      | Ricardo Horta     | 79' |

| Anotado | 42' | Youssef En-Nesyri | 1–0 |

| Amonestado | 70'   | Achraf Dari    |
| Amonestado | 90+1' | Walid Cheddira |

| Amonestado | 87' | Vitinha |

| Otorgado · Expulsado | 90+3' | Walid Cheddira |

| Árbitro             | Facundo Tello                |
| Árbitros asistentes | Ezequiel Brailovsky          |
| Árbitros asistentes | Gabriel Chade                |
| Cuarto árbitro      | Iván Barton                  |
| Quinto árbitro      | David Morán                  |
| VAR                 | Mauro Vigliano               |
| Adicionales VAR     | Ricardo de Burgos Bengoetxea |
| Adicionales VAR     | Diego Bonfá                  |
| Adicionales VAR     | Armando Villarreal           |
| Adicionales VAR     | Juan Pablo Belatti           |
| Adicionales VAR     | Juan Soto                    |

| 1          | Guardameta     | Yassine Bounou      |     |
| 2          | Defensa        | Achraf Hakimi       |     |
| 18         | Defensa        | Jawad El Yamiq      |     |
| 6          | Defensa        | Romain Saïss        | 57' |
| 25         | Defensa        | Yahia Attiyat Allah |     |
| 8          | Centrocampista | Azzedine Ounahi     |     |
| 4          | Centrocampista | Sofyan Amrabat      |     |
| 15         | Centrocampista | Selim Amallah       | 65' |
| 7          | Delantero      | Hakim Ziyech        | 82' |
| 19         | Delantero      | Youssef En-Nesyri   | 65' |
| 17         | Delantero      | Sofiane Boufal      | 82' |
| Entrenador | Entrenador     | Walid Regragui      |     |

| 22         | Guardameta     | Diogo Costa       |     |
| 2          | Defensa        | Diogo Dalot       | 79' |
| 3          | Defensa        | Pepe              |     |
| 4          | Defensa        | Rúben Dias        |     |
| 5          | Defensa        | Raphaël Guerreiro | 51' |
| 25         | Centrocampista | Otávio            | 69' |
| 18         | Centrocampista | Rúben Neves       | 51' |
| 10         | Centrocampista | Bernardo Silva    |     |
| 8          | Delantero      | Bruno Fernandes   |     |
| 26         | Delantero      | Gonçalo Ramos     | 69' |
| 11         | Delantero      | João Félix        |     |
| Entrenador | Entrenador     | Fernando Santos   |     |

| 20 | Defensa        | Achraf Dari       | 57' |
| 21 | Delantero      | Walid Cheddira    | 65' |
| 24 | Defensa        | Badr Banoun       | 65' |
| 14 | Centrocampista | Zakaria Aboukhlal | 82' |
| 26 | Centrocampista | Yahya Jabrane     | 82' |

| 20 | Defensa        | João Cancelo      | 51' |
| 7  | Delantero      | Cristiano Ronaldo | 51' |
| 15 | Delantero      | Rafael Leão       | 69' |
| 16 | Centrocampista | Vitinha           | 69' |
| 21 | Delantero      | Ricardo Horta     | 79' |

| Anotado | 42' | Youssef En-Nesyri | 1–0 |

| Amonestado | 70'   | Achraf Dari    |
| Amonestado | 90+1' | Walid Cheddira |

| Amonestado | 87' | Vitinha |

| Otorgado · Expulsado | 90+3' | Walid Cheddira |

| Árbitro             | Facundo Tello                |
| Árbitros asistentes | Ezequiel Brailovsky          |
| Árbitros asistentes | Gabriel Chade                |
| Cuarto árbitro      | Iván Barton                  |
| Quinto árbitro      | David Morán                  |
| VAR                 | Mauro Vigliano               |
| Adicionales VAR     | Ricardo de Burgos Bengoetxea |
| Adicionales VAR     | Diego Bonfá                  |
| Adicionales VAR     | Armando Villarreal           |
| Adicionales VAR     | Juan Pablo Belatti           |
| Adicionales VAR     | Juan Soto                    |

| \| Estadísticas \| \| \| \| Tiros \| 9 \| 12 \| \| Tiros a puerta \| 3 \| 3 \| \| Faltas \| 15 \| 9 \| \| Saques de esquina \| 3 \| 9 \| \| Penaltis \| 0 \| 0 \| \| Fueras de juego \| 2 \| 2 \| \| Posesión de balón \| 26% \| 74% \| | Alineación inicial   |                     |
| Estadísticas | Bandera de Marruecos | Bandera de Portugal |
| Tiros | 9                    | 12                  |
| Tiros a puerta | 3                    | 3                   |
| Faltas | 15                   | 9                   |
| Saques de esquina | 3                    | 9                   |
| Penaltis | 0                    | 0                   |
| Fueras de juego | 2                    | 2                   |
| Posesión de balón | 26%                  | 74%                 |

### Semifinales

#### Francia vs. Marruecos
| 14 de diciembre | Francia                            | 2:0 (1:0) | Marruecos | Estadio Al Bayt, Jor                                                      |                                                                           |
| 22:00           | - T. Hernández 5' - Kolo Muani 79' | Reporte   |           | Asistencia: 68 294 espectadores Árbitro(s): César Ramos VAR: Drew Fischer | Asistencia: 68 294 espectadores Árbitro(s): César Ramos VAR: Drew Fischer |

| 1          | Guardameta     | Hugo Lloris         |     |
| 5          | Defensa        | Jules Koundé        |     |
| 4          | Defensa        | Raphaël Varane      |     |
| 24         | Defensa        | Ibrahima Konaté     |     |
| 22         | Defensa        | Theo Hernández      |     |
| 8          | Centrocampista | Aurélien Tchouaméni |     |
| 13         | Centrocampista | Youssouf Fofana     |     |
| 11         | Centrocampista | Ousmane Dembélé     | 79' |
| 7          | Centrocampista | Antoine Griezmann   |     |
| 10         | Centrocampista | Kylian Mbappé       |     |
| 9          | Delantero      | Olivier Giroud      | 65' |
| Entrenador | Entrenador     | Didier Deschamps    |     |

| 1          | Guardameta     | Yassine Bounou    |     |
| 2          | Defensa        | Achraf Hakimi     |     |
| 18         | Defensa        | Jawad El Yamiq    |     |
| 6          | Defensa        | Romain Saïss      | 21' |
| 20         | Defensa        | Achraf Dari       |     |
| 3          | Defensa        | Noussair Mazraoui | 46' |
| 7          | Centrocampista | Hakim Ziyech      |     |
| 8          | Centrocampista | Azzedine Ounahi   |     |
| 4          | Centrocampista | Sofyan Amrabat    |     |
| 17         | Centrocampista | Sofiane Boufal    | 67' |
| 19         | Delantero      | Youssef En-Nesyri | 66' |
| Entrenador | Entrenador     | Walid Regragui    |     |

| 26 | Delantero | Marcus Thuram     | 65' |
| 12 | Delantero | Randal Kolo Muani | 79' |

| 15 | Centrocampista | Selim Amallah        | 21' 78' |
| 25 | Defensa        | Yahia Attiyat Allah  | 46'     |
| 9  | Delantero      | Abderrazak Hamdallah | 66'     |
| 14 | Delantero      | Zakaria Aboukhlal    | 67'     |
| 16 | Delantero      | Abde Ezzalzouli      | 78'     |

| Anotado | 5'  | Theo Hernández    | 1–0 |
| Anotado | 79' | Randal Kolo Muani | 2–0 |

| Amonestado | 27' | Sofiane Boufal |

| Árbitro             | César Ramos        |
| Árbitros asistentes | Alberto Morín      |
| Árbitros asistentes | Miguel Hernández   |
| Cuarto árbitro      | Jesús Valenzuela   |
| Quinto árbitro      | Jorge Urrego       |
| VAR                 | Drew Fischer       |
| Adicionales VAR     | Nicolás Gallo      |
| Adicionales VAR     | Neuza Back         |
| Adicionales VAR     | Armando Villarreal |
| Adicionales VAR     | Corey Parker       |
| Adicionales VAR     | Fernando Guerrero  |

| 1          | Guardameta     | Hugo Lloris         |     |
| 5          | Defensa        | Jules Koundé        |     |
| 4          | Defensa        | Raphaël Varane      |     |
| 24         | Defensa        | Ibrahima Konaté     |     |
| 22         | Defensa        | Theo Hernández      |     |
| 8          | Centrocampista | Aurélien Tchouaméni |     |
| 13         | Centrocampista | Youssouf Fofana     |     |
| 11         | Centrocampista | Ousmane Dembélé     | 79' |
| 7          | Centrocampista | Antoine Griezmann   |     |
| 10         | Centrocampista | Kylian Mbappé       |     |
| 9          | Delantero      | Olivier Giroud      | 65' |
| Entrenador | Entrenador     | Didier Deschamps    |     |

| 1          | Guardameta     | Yassine Bounou    |     |
| 2          | Defensa        | Achraf Hakimi     |     |
| 18         | Defensa        | Jawad El Yamiq    |     |
| 6          | Defensa        | Romain Saïss      | 21' |
| 20         | Defensa        | Achraf Dari       |     |
| 3          | Defensa        | Noussair Mazraoui | 46' |
| 7          | Centrocampista | Hakim Ziyech      |     |
| 8          | Centrocampista | Azzedine Ounahi   |     |
| 4          | Centrocampista | Sofyan Amrabat    |     |
| 17         | Centrocampista | Sofiane Boufal    | 67' |
| 19         | Delantero      | Youssef En-Nesyri | 66' |
| Entrenador | Entrenador     | Walid Regragui    |     |

| 26 | Delantero | Marcus Thuram     | 65' |
| 12 | Delantero | Randal Kolo Muani | 79' |

| 15 | Centrocampista | Selim Amallah        | 21' 78' |
| 25 | Defensa        | Yahia Attiyat Allah  | 46'     |
| 9  | Delantero      | Abderrazak Hamdallah | 66'     |
| 14 | Delantero      | Zakaria Aboukhlal    | 67'     |
| 16 | Delantero      | Abde Ezzalzouli      | 78'     |

| Anotado | 5'  | Theo Hernández    | 1–0 |
| Anotado | 79' | Randal Kolo Muani | 2–0 |

| Amonestado | 27' | Sofiane Boufal |

| Árbitro             | César Ramos        |
| Árbitros asistentes | Alberto Morín      |
| Árbitros asistentes | Miguel Hernández   |
| Cuarto árbitro      | Jesús Valenzuela   |
| Quinto árbitro      | Jorge Urrego       |
| VAR                 | Drew Fischer       |
| Adicionales VAR     | Nicolás Gallo      |
| Adicionales VAR     | Neuza Back         |
| Adicionales VAR     | Armando Villarreal |
| Adicionales VAR     | Corey Parker       |
| Adicionales VAR     | Fernando Guerrero  |

| \| Estadísticas \| \| \| \| Tiros \| 14 \| 13 \| \| Tiros a puerta \| 3 \| 3 \| \| Faltas \| 10 \| 11 \| \| Saques de esquina \| 2 \| 3 \| \| Penaltis \| 0 \| 0 \| \| Fueras de juego \| 4 \| 3 \| \| Posesión de balón \| 38% \| 62% \| | Alineación inicial |                      |
| Estadísticas | Bandera de Francia | Bandera de Marruecos |
| Tiros | 14                 | 13                   |
| Tiros a puerta | 3                  | 3                    |
| Faltas | 10                 | 11                   |
| Saques de esquina | 2                  | 3                    |
| Penaltis | 0                  | 0                    |
| Fueras de juego | 4                  | 3                    |
| Posesión de balón | 38%                | 62%                  |

### Partido por el tercer puesto

#### Croacia vs. Marruecos
| 17 de diciembre | Croacia                   | 2:1 (2:1) | Marruecos | Estadio Internacional Khalifa, Rayán                                                  |                                                                                       |
| 18:00           | - Gvardiol 7' - Oršić 42' | Reporte   | Dari 9'   | Asistencia: 44 137 espectadores Árbitro(s): Abdulrahman Al-Jassim VAR: Julio Bascuñán | Asistencia: 44 137 espectadores Árbitro(s): Abdulrahman Al-Jassim VAR: Julio Bascuñán |

| 1          | Guardameta     | Dominik Livaković |       |
| 2          | Defensa        | Josip Stanišić    |       |
| 24         | Defensa        | Josip Šutalo      |       |
| 20         | Defensa        | Joško Gvardiol    |       |
| 18         | Centrocampista | Mislav Oršić      | 90+5' |
| 7          | Centrocampista | Lovro Majer       | 66'   |
| 10         | Centrocampista | Luka Modrić       |       |
| 8          | Centrocampista | Mateo Kovačić     |       |
| 4          | Centrocampista | Ivan Perišić      |       |
| 14         | Delantero      | Marko Livaja      | 66'   |
| 9          | Delantero      | Andrej Kramarić   | 61'   |
| Entrenador | Entrenador     | Zlatko Dalić      |       |

| 1          | Guardameta     | Yassine Bounou      |     |
| 2          | Defensa        | Achraf Hakimi       |     |
| 20         | Defensa        | Achraf Dari         | 64' |
| 18         | Defensa        | Jawad El Yamiq      | 67' |
| 25         | Defensa        | Yahia Attiyat Allah |     |
| 11         | Centrocampista | Abdelhamid Sabiri   | 46' |
| 4          | Centrocampista | Sofyan Amrabat      |     |
| 23         | Centrocampista | Bilal El Khannous   | 56' |
| 7          | Delantero      | Hakim Ziyech        |     |
| 19         | Delantero      | Youssef En-Nesyri   |     |
| 17         | Delantero      | Sofiane Boufal      | 64' |
| Entrenador | Entrenador     | Walid Regragui      |     |

| 13 | Centrocampista | Nikola Vlašić   | 61'   |
| 15 | Delantero      | Mario Pašalić   | 66'   |
| 16 | Delantero      | Bruno Petković  | 66'   |
| 26 | Centrocampista | Kristijan Jakić | 90+5' |

| 13 | Centrocampista | Ilias Chair     | 46' |
| 8  | Centrocampista | Azzedine Ounahi | 56' |
| 24 | Defensa        | Badr Banoun     | 64' |
| 10 | Centrocampista | Anass Zaroury   | 64' |
| 15 | Centrocampista | Selim Amallah   | 67' |

| Anotado | 7'  | Joško Gvardiol | 1–0 |
| Anotado | 42' | Mislav Oršić   | 2–1 |

| Anotado | 9' | Achraf Dari | 1–1 |

| Amonestado | 69' | Azzedine Ounahi |
| Amonestado | 84' | Selim Amallah   |

| Árbitro             | Abdulrahman Al-Jassim |
| Árbitros asistentes | Taleb Al-Marri        |
| Árbitros asistentes | Saud Al-Maqaleh       |
| Cuarto árbitro      | Raphael Claus         |
| Quinto árbitro      | Neuza Back            |
| VAR                 | Julio Bascuñán        |
| Adicionales VAR     | Pol van Boekel        |
| Adicionales VAR     | Bruno Pires           |
| Adicionales VAR     | Armando Villarreal    |
| Adicionales VAR     | Bruno Boschilia       |
| Adicionales VAR     | Nicolás Gallo         |

| 1          | Guardameta     | Dominik Livaković |       |
| 2          | Defensa        | Josip Stanišić    |       |
| 24         | Defensa        | Josip Šutalo      |       |
| 20         | Defensa        | Joško Gvardiol    |       |
| 18         | Centrocampista | Mislav Oršić      | 90+5' |
| 7          | Centrocampista | Lovro Majer       | 66'   |
| 10         | Centrocampista | Luka Modrić       |       |
| 8          | Centrocampista | Mateo Kovačić     |       |
| 4          | Centrocampista | Ivan Perišić      |       |
| 14         | Delantero      | Marko Livaja      | 66'   |
| 9          | Delantero      | Andrej Kramarić   | 61'   |
| Entrenador | Entrenador     | Zlatko Dalić      |       |

| 1          | Guardameta     | Yassine Bounou      |     |
| 2          | Defensa        | Achraf Hakimi       |     |
| 20         | Defensa        | Achraf Dari         | 64' |
| 18         | Defensa        | Jawad El Yamiq      | 67' |
| 25         | Defensa        | Yahia Attiyat Allah |     |
| 11         | Centrocampista | Abdelhamid Sabiri   | 46' |
| 4          | Centrocampista | Sofyan Amrabat      |     |
| 23         | Centrocampista | Bilal El Khannous   | 56' |
| 7          | Delantero      | Hakim Ziyech        |     |
| 19         | Delantero      | Youssef En-Nesyri   |     |
| 17         | Delantero      | Sofiane Boufal      | 64' |
| Entrenador | Entrenador     | Walid Regragui      |     |

| 13 | Centrocampista | Nikola Vlašić   | 61'   |
| 15 | Delantero      | Mario Pašalić   | 66'   |
| 16 | Delantero      | Bruno Petković  | 66'   |
| 26 | Centrocampista | Kristijan Jakić | 90+5' |

| 13 | Centrocampista | Ilias Chair     | 46' |
| 8  | Centrocampista | Azzedine Ounahi | 56' |
| 24 | Defensa        | Badr Banoun     | 64' |
| 10 | Centrocampista | Anass Zaroury   | 64' |
| 15 | Centrocampista | Selim Amallah   | 67' |

| Anotado | 7'  | Joško Gvardiol | 1–0 |
| Anotado | 42' | Mislav Oršić   | 2–1 |

| Anotado | 9' | Achraf Dari | 1–1 |

| Amonestado | 69' | Azzedine Ounahi |
| Amonestado | 84' | Selim Amallah   |

| Árbitro             | Abdulrahman Al-Jassim |
| Árbitros asistentes | Taleb Al-Marri        |
| Árbitros asistentes | Saud Al-Maqaleh       |
| Cuarto árbitro      | Raphael Claus         |
| Quinto árbitro      | Neuza Back            |
| VAR                 | Julio Bascuñán        |
| Adicionales VAR     | Pol van Boekel        |
| Adicionales VAR     | Bruno Pires           |
| Adicionales VAR     | Armando Villarreal    |
| Adicionales VAR     | Bruno Boschilia       |
| Adicionales VAR     | Nicolás Gallo         |

| \| Estadísticas \| \| \| \| Tiros \| 12 \| 9 \| \| Tiros a puerta \| 4 \| 2 \| \| Faltas \| 13 \| 11 \| \| Saques de esquina \| 6 \| 3 \| \| Penaltis \| 0 \| 0 \| \| Fueras de juego \| 2 \| 2 \| \| Posesión de balón \| 51% \| 49% \| | Alineación inicial |                      |
| Estadísticas | Bandera de Croacia | Bandera de Marruecos |
| Tiros | 12                 | 9                    |
| Tiros a puerta | 4                  | 2                    |
| Faltas | 13                 | 11                   |
| Saques de esquina | 6                  | 3                    |
| Penaltis | 0                  | 0                    |
| Fueras de juego | 2                  | 2                    |
| Posesión de balón | 51%                | 49%                  |

## Estadísticas

### Participación de jugadores
| N.° | Pos        | Jugador              | PJ | Minutos jugados | Goles recibidos | Atajos | Tarjetas amarillas | Doble tarjeta amarilla y roja | Tarjetas rojas |
| --- | ---------- | -------------------- | -- | --------------- | --------------- | ------ | ------------------ | ----------------------------- | -------------- |
| 1   | Guardameta | Yassine Bounou       | 6  | 570             | 5               | 8      | 0                  | 0                             | 0              |
| 12  | Guardameta | Munir Mohamedi       | 1  | 90              | 0               | 3      | 0                  | 0                             | 0              |
| 22  | Guardameta | Ahmed Reda Tagnaouti | 0  | 0               | 0               | 0      | 0                  | 0                             | 0              |

| N.° | Pos            | Jugador              | PJ | Minutos jugados | Goles | Asistencias | Tarjetas Amarillas | Doble tarjeta amarilla y roja | Tarjetas rojas |
| --- | -------------- | -------------------- | -- | --------------- | ----- | ----------- | ------------------ | ----------------------------- | -------------- |
| 2   | Defensa        | Achraf Hakimi        | 7  | 633             | 0     | 1           | 0                  | 0                             | 0              |
| 3   | Defensa        | Noussair Mazraoui    | 5  | 368             | 0     | 0           | 0                  | 0                             | 0              |
| 4   | Centrocampista | Sofyan Amrabat       | 7  | 660             | 0     | 0           | 1                  | 0                             | 0              |
| 5   | Defensa        | Nayef Aguerd         | 4  | 354             | 0     | 0           | 0                  | 0                             | 0              |
| 6   | Defensa        | Romain Saïss         | 6  | 468             | 1     | 0           | 1                  | 0                             | 0              |
| 7   | Delantero      | Hakim Ziyech         | 7  | 638             | 1     | 1           | 0                  | 0                             | 0              |
| 8   | Centrocampista | Azzedine Ounahi      | 7  | 537             | 0     | 0           | 1                  | 0                             | 0              |
| 9   | Delantero      | Abderrazak Hamdallah | 4  | 64              | 0     | 0           | 0                  | 0                             | 0              |
| 10  | Centrocampista | Anass Zaroury        | 1  | 26              | 0     | 0           | 0                  | 0                             | 0              |
| 11  | Delantero      | Abdelhamid Sabiri    | 5  | 223             | 0     | 0           | 1                  | 0                             | 0              |
| 13  | Centrocampista | Ilias Chair          | 1  | 44              | 0     | 0           | 0                  | 0                             | 0              |
| 14  | Centrocampista | Zakaria Aboukhlal    | 4  | 73              | 1     | 0           | 0                  | 0                             | 0              |
| 15  | Centrocampista | Selim Amallah        | 6  | 409             | 0     | 0           | 1                  | 0                             | 0              |
| 16  | Delantero      | Abde Ezzalzouli      | 3  | 91              | 0     | 0           | 0                  | 0                             | 0              |
| 17  | Centrocampista | Sofiane Boufal       | 7  | 482             | 0     | 0           | 1                  | 0                             | 0              |
| 18  | Defensa        | Jawad El Yamiq       | 6  | 308             | 0     | 0           | 0                  | 0                             | 0              |
| 19  | Delantero      | Youssef En-Nesyri    | 7  | 547             | 2     | 0           | 0                  | 0                             | 0              |
| 20  | Defensa        | Achraf Dari          | 3  | 213             | 1     | 0           | 1                  | 0                             | 0              |
| 21  | Delantero      | Walid Cheddira       | 2  | 63              | 0     | 0           | 1                  | 1                             | 0              |
| 23  | Centrocampista | Bilal El Khannous    | 1  | 90              | 0     | 0           | 0                  | 0                             | 0              |
| 24  | Defensa        | Badr Banoun          | 3  | 51              | 0     | 0           | 0                  | 0                             | 0              |
| 25  | Defensa        | Yahia Attiyat Allah  | 6  | 315             | 0     | 1           | 0                  | 0                             | 0              |
| 26  | Centrocampista | Yahya Jabrane        | 2  | 13              | 0     | 0           | 0                  | 0                             | 0              |

### Goleadores
| N.°   | Jugador           | Anotado | PJ | Prom. | Jugada | Cabeza | TL | Penal |
| ----- | ----------------- | ------- | -- | ----- | ------ | ------ | -- | ----- |
| 1     | Youssef En-Nesyri | 2       | 7  | 0.29  | 1      | 1      | 0  | 0     |
| 2     | Achraf Dari       | 1       | 3  | 0.33  | 0      | 1      | 0  | 0     |
| 3     | Zakaria Aboukhlal | 1       | 4  | 0.25  | 1      | 0      | 0  | 0     |
| 4     | Romain Saïss      | 1       | 6  | 0.17  | 1      | 0      | 0  | 0     |
| 5     | Hakim Ziyech      | 1       | 7  | 0.14  | 1      | 0      | 0  | 0     |
| Total | Total             | 6       | 7  | 0.86  | 4      | 2      | 0  | 0     |

### Asistencias
| N.°   | Jugador             | Asistencia | Jugada | Cabeza | TL | SdE |
| ----- | ------------------- | ---------- | ------ | ------ | -- | --- |
| 1     | Hakim Ziyech        | 1          | 1      | 0      | 0  | 0   |
| 2     | Achraf Hakimi       | 1          | 1      | 0      | 0  | 0   |
| 3     | Yahia Attiyat Allah | 1          | 1      | 0      | 0  | 0   |
| Total | Total               | 3          | 3      | 0      | 0  | 0   |

### Tarjetas disciplinarias
| N.°   | Jugador           | Amonestado | Otorgado · Expulsado | Expulsado | Sanción                  |
| ----- | ----------------- | ---------- | -------------------- | --------- | ------------------------ |
| 1     | Walid Cheddira    | 1          | 1                    | 0         | Un partido (Semifinales) |
| 2     | Sofyan Amrabat    | 1          | 0                    | 0         |                          |
| 3     | Abdelhamid Sabiri | 1          | 0                    | 0         |                          |
| 4     | Romain Saïss      | 1          | 0                    | 0         |                          |
| 5     | Achraf Dari       | 1          | 0                    | 0         |                          |
| 6     | Sofiane Boufal    | 1          | 0                    | 0         |                          |
| 7     | Azzedine Ounahi   | 1          | 0                    | 0         |                          |
| 8     | Selim Amallah     | 1          | 0                    | 0         |                          |
| Total | Total             | 8          | 1                    | 0         |                          |

### Autogoles
| Jugador      | Rival  | Goles |
| ------------ | ------ | ----- |
| Nayef Aguerd | Canadá | 1     |